# 殺さないで!
『殺さないで!』（ころさないで）は、東海テレビ制作・フジテレビ系列で、1975年1月13日 - 3月21日に放送された昼ドラマである。

## 概要
円谷プロダクション制作による昼ドラマの第2作。円谷プロ制作の前作『君待てども』のような特撮による恐怖描写はなく、人間の心の弱さを描いた心理サスペンスとなっている。

## キャスト
- 長内美那子
- 川地民夫
- 高樹蓉子
- 小栗一也

## スタッフ
- プロデューサー：出原弘之（東海テレビ）、淡豊昭、伊藤久夫
- 監督：斉村和彦、平野一夫
- 脚本：竹内勇太郎
- 音楽：冬木透
- 撮影：町田敏行
- 照明：佐山五郎
- 美術：池谷仙克
- 編集：津田善政
- 音響効果：伊藤克己
- 助監督：菊池昭康、中島俊彦